# MIT Media Lab
Медиа-лаборатория МТИ (англ. MIT Media Lab) — лаборатория антидисциплинарных исследований Массачусетского технологического института, которая выросла из Группы архитектурных машин Школы архитектуры MIT. Сфера интересов лаборатории охватывает технологии, медицину, науку, искусство и дизайн. В 2014 году исследовательские группы включали нейробиологию, биологически вдохновлённой инженерии, социальную робототехнику, эмоциональные вычисления, бионику и гиперинструменты. Бюджет на конец 2016 года составлял $65 млн.
Медиа-лаборатория была основана в 1985 году Николасом Негропонте и экс-президентом Массачусетского технологического института Джеромом Визнером в здании «Wiesner Building» (проект — Юй Мин Пэй), также известном как «Building E15». В 2009 году лаборатория расширилась, заняв второе здание.
В популярной прессе о лаборатории пишут с 1988 года, когда Стюарт Брэнд опубликовал «The Media Lab: Inventing the Future at M.I.T.», с тех пор сообщения о работе Медиа-лаборатории были регулярной особенностью технологических журналов в 1990-х годах.

## Администрация
Основоположником лаборатории был американский учёный-информатик Николас Негропонте, который руководил ею до 2000 года. Позднее руководителями были Уолтер Бендер (2000—2006), Фрэнк Мосс (2006—2011) и Дзёити Ито (с 2011 года по настоящее время).
По состоянию на конец 2016 год в Media Lab было около 150 научных сотрудников, в том числе, более 30 преподавателей и старших исследователей, и около 100 административных и вспомогательных сотрудников. Ассоциированными директорами Лаборатории были Хироси Исии и Эндрю Липпман. Соруководителями программы в области медиа-искусств и наук являются Патти Майс и Митчел Ресник, главный специалист по знаниям — Генри Хольцман.
У Медиа-лаборатории существуют филиалы в других частях мира, такие как Media Lab Europe и Media Lab Asia, каждый из которых имеет свой собственный персонал и руководящие органы.

### Модель финансирования
Основное финансирование лаборатории идёт за счёт корпоративного спонсорства. Вместо того, чтобы принимать финансирование для каждого конкретного проекта или группы, лаборатория просит спонсоров финансировать общие темы; затем спонсоры могут подключиться к исследованиям Media Lab. Конкретные проекты и исследователи также финансируются и традиционным путём через правительственные учреждения, включая NIH, NSF и DARPA. Кроме того, совместные проекты с другими школами или другими отделами Массачусетского технологического института часто могут иметь деньги, которые не входят в общий пул.

### Интеллектуальная собственность
Компании, спонсирующие лабораторию, могут участвовать в интеллектуальной собственности лаборатории, не платя лицензионных платежей или гонораров. Не спонсоры не могут использовать разработки Media Lab в течение двух лет после того, как техническая информация будет предоставлена спонсорам MIT и Media Lab. Медиа-лаборатория ежегодно генерирует около 20 новых патентов.

## Исследования в лаборатории
Некоторые повторяющиеся темы работы в Media Lab включают адаптацию человека, взаимодействие человека с компьютером, образование и общение, художественное творчество и визуализация, а также разработка технологий для развивающегося мира. Другие исследовательские фокусы включают машины со здравым смыслом, общительных роботов, протезы, сенсорные сети, музыкальные устройства, городской дизайн и общественное здравоохранение. Все исследовательские программы включают итеративную разработку прототипов, которые тестируются и отображаются для посетителей.
Каждая из этих областей исследований может включать в себя другие. Исследования в области взаимодействия включают проектирование интеллектуальных объектов и сред. Образовательные исследования также включали интеграцию большего количества вычислений в учебные мероприятия — в том числе программное обеспечение для обучения, программируемые игрушки, художественные или музыкальные инструменты. Среди примеров можно назвать Lego Mindstorms, PicoCricket и One Laptop Per Child.

## Исследовательские группы
По состоянию на 2017 год в MIT Media Lab есть следующие исследовательские группы:
- Аффективные вычисления — «помогать людям лучше общаться, понимать и реагировать на аффективную информацию».
- Биомехатроника — «повышение физической работоспособности человека»
- Культура камеры — «захват и обмен визуальной информацией».
- Городская наука — «проектирование динамичной городской среды».
- Гражданские СМИ — «содействие гражданскому участию и информационному потоку»
- Конформные декодеры
- Дизайн будущего — «обсуждение последствий новых технологий посредством дизайна и повествования».
- Fluid Interfaces — «интеграция информации и услуг в нашу повседневную физическую жизнь».
- Человеческая динамика — «как социальные сети влияют на нашу жизнь»
- Детский сад на протяжении всей жизни — «творческий опыт обучения».
- Коллективное обучение — «преобразование данных в знания».
- Опосредованная материя — «преобразование дизайна и построения объектов и систем».
- Молекулярные машины — «техника в рамках сложности с молекулярно-масштабными частями».
- Объектно-ориентированные медиа — «новые технологии восприятия и интерфейса».
- Опера будущего — «музыкальная композиция, исполнение и инструменты».
- Персональные роботы — «социально привлекательные роботы».
- Игривые системы — «сенсорные сети, дополняющие человеческий опыт».
- Реагирующие среды — «проектирование крупномасштабных социальных систем».
- Масштабируемое сотрудничество — «переосмысление того, как общество организует, сотрудничает и управляет».
- Кинетика сигналов — «расширить возможности человека и компьютера через сигналы и сети».
- «Социальные машины» — «строительные машины, которые учатся использовать язык по-человечески, моделируя детей и взрослых».
- Социальные вычисления — «помощь пользователям путем изучения взаимодействия и прогнозирования потребностей».
- Speech + Mobility — «инженерные интеллектуальные нейротехнологии».
- Синтетическая нейробиология — «взаимодействие между людьми, информацией и окружающей средой».
- Материальные СМИ
- Viral Spaces — «масштабируемые системы, которые улучшают то, как мы учимся и испытываем реальные пространства».

## Академическая программа
Программа Media Arts and Sciences входит в Школу архитектуры и планирования МТИ и включает в себя три уровня обучения: докторскую программу, магистерскую программу по науке и программе, предлагающую альтернативу стандарту первокурсника MIT, а также набор студенческих предметов. Все аспиранты полностью поддерживаются (обучение плюс стипендия) с самого начала, обычно получая должности помощников научных работников в Медиа-лаборатории, где они работают над исследовательскими программами и проектами факультетов, в том числе с помощью курсов. Эти исследовательские мероприятия обычно занимают примерно половину времени студента в программе обучения.
Академическая программа Media Arts and Sciences тесно связана с Media Lab. Большинство факультетов и кафедр медиа-лаборатории возглавляются профессорами медиа-искусств и наук. Студенты, получившие диплом в области медиа-искусств и наук, преимущественно работают в Медиа-лаборатории, занимались занятиями и проводили исследования. Некоторые студенты из других программ Массачусетского технологического института, такие как машиностроение, электротехника и информатика, проводят свои исследования в Media Lab, работая с консультантом факультета медиа-лаб / медиа-искусств и наук, но получают свои степени (например, магистр инженерии или магистр в компьютерных наук и техники) в других отделах.

## Здания
Помимо Media Lab, в Wiesner building  (E15) и новом здании (E14) также располагаются List Visual Arts Center, Программа в области искусства, культуры и технологий Школы архитектуры и планирования МТИ и Программа МТИ в области сравнительные исследований медиа.
В 2009 году Media Lab расширилась, заняв новое здание, спроектированное японским архитектором Фумихико Маки, лауреатом Притцкеровской премии и Leers Weinzapfel Associates из Бостона. Новое здание имеет преимущественно стеклянные стены с длинными линиями зрения через здание, что делает текущие исследования видимыми и поощряет связи и сотрудничество.

## Сотрудники факультета и научных исследований
Профессорско-преподавательский состав и научный персонал в сфере медиа-искусств и наук являются главными исследователями / руководителями различных исследовательских групп Media Lab. Они также консультируют выпускников, а также наставников МИТ. «Большинство отделений принимают студентов-градиентов на основе их перспектив академического успеха, Media Lab пытается выбрать те, которые лучше всего смогут помочь с некоторыми из текущих проектов».
По состоянию на 2014 год насчитывается более 25 преподавателей и академических научных сотрудников, в том числе десяток названных профессоров. Полный список преподавателей и академических научных сотрудников Media Lab с биографией и другой информацией доступен на веб-сайте Media Lab.

## Отдельные публикации
Книги
- Cesar A. Hidalgo[англ.]: Why Information Grows (Basic Books, 2015)
- Cynthia L. Breazeal[англ.]: Designing Sociable Robots, Biologically Inspired Intelligent Robots (совместно с Yoseph Bar-Cohen[англ.])
- Dan Ariely: Predictably Irrational (HarperCollins 2008)
- Frank Moss: The Sorcerers and Their Apprentices: How the Digital Magicians of the MIT Media Lab Are Creating the Innovative Technologies That Will Transform Our Lives
- Idit Harel Caperton: Children Designers
- John Maeda: The Laws of Simplicity, Design by Numbers
- Joichi Ito, Jeffrey Howe: Whiplash: How to Survive Our Faster Future (Hachette, 2016)
- Marvin Minsky, Seymour Papert: Perceptrons: An Introduction to Computational Geometry
- Marvin Minsky: The Emotion Machine: Commonsense Thinking, Artificial Intelligence, and the Future of the Human Mind, Society of Mind
- Seymour Papert: The Children's Machine: Rethinking School in the Age of the Computer, Mindstorms: Children, Computers, and Powerful Ideas
- Mitchel Resnick[англ.]: Turtles, Termites, and Traffic Jams: Explorations in Massively Parallel Microworlds
- Neil Gershenfeld[англ.]: When Things Start to Think
- Nicholas Negroponte: Being Digital
- Rosalind W. Picard[англ.]: Affective Computing
- Stephen A. Benton[англ.], V. Michael Bove, Jr.: Holographic Imaging (Wiley 2008)
- Vanessa Stevens Colella, Eric Klopfer[англ.], Mitchel Resnick: Adventures in Modeling: Exploring Complex, Dynamic Systems with StarLogo
- William J. Mitchell[англ.]: Imagining MIT: Designing a Campus for the Twenty-First Century, Me++: The Cyborg Self and the Networked City

## Выводы и побочные результаты
Некоторые технологии, разработанные в Media Lab, превратились в продукты или публичные пакеты программного обеспечения, такие как Lego Mindstorms, LEGO WeDo, тензометрический джойстик на клавиатурах ноутбуков IBM, голограммы Бентона, используемые в большинстве кредитных карт, Fisher-Price's Symphony Painter, Nortel Wireless Mesh Network, NTT Comware Sensetable, машина «караоке по требованию» Taito. Устройство 1994 года под названием «Сенсорное кресло», используемое для управления музыкальным оркестром, было адаптировано несколькими автопроизводителями к ёмкостным датчикам для предотвращения опасного развёртывания подушек безопасности.
Проект MPEG-4 SA, разработанный в Media Lab, сделал структурированный звук практической реальностью, а Aspen Movie Map была предшественником Google Street View.
В 2001 году были выделены два исследовательских центра, являющихся филиалами MIT Media Lab: Media Lab Asia и Media Lab Europe. Media Lab Asia, базирующаяся в Индии, стала результатом сотрудничества с правительством Индии, но была закрыта в 2003 году после разногласий. Media Lab Europe, основанная в Дублине (Ирландия), была основана с аналогичной концепцией в сотрудничестве с ирландскими университетами и правительством и закрыта в январе 2005 года.
Computer Clubhouse, всемирная сеть центров послеуниверситетского обучения, созданная в 1993 году совместно бостонским Компьютерным музеем и Медиа-лабораторией, фокусируется на молодёжи из малообеспеченных сообществ, которая иначе не имела бы доступа к технологическим инструментам и мероприятиям.
В январе 2005 года глава лаборатории Николас Негропонте объявил на Всемирном экономическом форуме о разработке ноутбука XO-1 стоимостью 100 долларов, который предполагалось распространять среди детей развивающихся стран для того, чтобы предоставить им доступ к современным научным и практическим знаниям и возможностям самостоятельного развития в соответствии с разработанной Сеймуром Папертом конструктивистской теорией обучения. Для реализации проекта была создана некоммерческой организацией «One Laptop Per Child», сама лаборатория не производила и не распространяла устройство.
Созданный в 2006 году Scratch является визуальной событийно-ориентированная средой программирования для обучения школьников младших и средних классов, используемая людьми всех возрастов для изучения программирования.
Группа синтетической нейробиологии создала реагенты и устройства для анализа схем мозга, которые используются сотнями биологических лабораторий по всему миру.
В 2011 году группа Рамеша Раскара опубликовала свою технику фемто-фотографии, которая способна отображать движение отдельных световых импульсов.

### Побочные эффекты
Выпускники, научные сотрудники и преподаватели Media Lab создали более 150 компаний. Ниже перечислены некоторые из них:

| - Advanced Diamond Solutions Inc. - Affectiva, Inc. - Air Ink - Ambient Devices - Amino Labs - Art Technology Group, Inc. (куплена Oracle) - Ashametrics - Atelion Health - Bluefin Labs (куплена Twitter) - Bridge International Academies - BuzzFeed - Clubhouse Network - Crowd Supply - Design that Matters - Dimagi, Inc. | - DiVA - dMetrics - The Echo Nest (куплена Spotify) - E Ink Corporation - Elance, Inc. - Ember Corporation - Endor - EyeNetra - First Mile Solutions - Flat Black Films - Formlabs - GenArts, Inc. - Graviky Labs - Groundhog Technologies - HAMAMA | - Harmonix Music Systems - Holosonics - Humanyze - Innerscope Research (куплена Nielsen) - International Fashion Machines - Kovio, Inc. - Learning Unlimited - littleBits - LTU Technologies - Luminoso - Makani Power - MaMaMedia Inc. - Matter.io (куплена Junction) - Oblong Industries | - Otherlab - Potion Design - RadioSherpa (куплена TuneIn) - reQall - Salient Stills (куплена DAC) - Sense Networks - Sifteo Cubes (куплена 3D Robotics) - Sold (куплена Dropbox) - Squid Labs - Sugar Labs - Supermechanical - Velti - WattzOn - Zebra Imaging, Inc. |